# Bethany (banda)
Bethany es una banda de rock alternativo formada en 2008 en Cebú, Filipinas por los hermanos Luis Quibranza III, Quibranza Angelo, y Quibranza Paolo. En 2009, su viejo amigo y músico, Jan Osbert Dela Cerna, ha completado la formación de esta agrupación. La banda es conocida principalmente por sus canciones melódicas, a tarevéz de los ganchos intrincada de guitarra eléctrica y sus actuaciones en directo.

## Discografía

### Temas musicales
1. "Guerra"
2. "Un himno a la repetición"
3. "En espera"
4. "Usted"
5. "No puedo decir"
6. "Reckless"
7. "Anywhere But Here"
8. "Isaac"
9. "No vamos a Down"
10. "A veces podemos ir a la guerra"

## Influencias
Ellos están influenciados con los estilos musicales de otras bandas famosas como U2, Muse, Queen, Coldplay, Keane, Oasis, Paramore, Mew, Switchfoot, Mae, August Burns Red, Creed, Payable on Death, Lifehouse, Anberlin y Relient K.
- Datos: Q4897713